# 阿德尔斯霍芬
阿德尔斯霍芬（德語：Adelshofen，德語發音：[ˈaːdl̩sˌhoːfn̩]）是德国巴伐利亚州的市镇，属于上巴伐利亚行政区菲斯滕费尔德布鲁克县。该市镇总面积为13.28平方千米，截至2023年12月31日总人口为1,844人。